# Władysław Szymański (ekonomista)
Władysław Stanisław Szymański (ur. 16 marca 1941 w Gorlicach) – polski działacz państwowy, poseł na Sejm PRL IX kadencji, członek Rady Państwa (1985–1989), profesor zwyczajny nauk ekonomicznych, profesor Szkoły Głównej Handlowej.

## Życiorys
Syn Rudolfa. Absolwent Szkoły Głównej Planowania i Statystyki w Warszawie (1964), dr hab. nauk ekonomicznych (1979), profesor zwyczajny. Od 1985 dziekan Wydziału Ekonomiki Produkcji tej uczelni. Wieloletni członek Zjednoczonego Stronnictwa Ludowego (od 1963), był m.in. zastępcą członka Naczelnego Komitetu (1980), członkiem Naczelnego Komitetu (1980–1984 i 1988–1989), członkiem Sekretariatu Naczelnego Komitetu (1980–1984), członkiem Prezydium Naczelnego Komitetu (1980–1981), doradcą ekonomicznym prezesa (1977–1980). Po ukończeniu studiów pracownik naukowy SGPiS, był m.in. dziekanem Wydziału Ekonomiki Produkcji i kierownikiem Katedry Analizy Rynków i Konkurencji. Należał do Rady Gospodarki Żywnościowej (od 1981), Komisji ds. Reformy Gospodarczej i do Kolegium Najwyższej Izby Kontroli.
W latach 1985–1989 poseł na Sejm PRL IX kadencji i członek Rady Państwa. Uczestniczył w obradach Okrągłego Stołu w zespole do spraw gospodarki i polityki społecznej. Przewodniczący Komisji Reformy Gospodarczej i Polityki Gospodarczej Rady Krajowej Patriotycznego Ruchu Odrodzenia Narodowego (1987–1989).
Autor około 250 publikacji naukowych. Odznaczony Krzyżem Komandorskim Orderu Odrodzenia Polski (1999), Krzyżem Kawalerskim Orderu Odrodzenia Polski, Złotym Krzyżem Zasługi. Ekspert Polskiego Stronnictwa Ludowego.
Wieloletni pracownik dydaktyczny SGH. W latach 2012–2019 profesor w Społecznej Akademii Nauk.

## Monografie
- Kształtowanie rynkowego ładu gospodarczego, IFGN SGH, Warszawa 1991
- Globalizacja – jej problemy i dylematy, IFGN SGH, Warszawa 2001
- Globalizacja wyzwania i zagrożenia, Difin, Warszawa 2001
- Interesy i sprzeczności globalizacji – wprowadzenie do ekonomii ery globalizacji, Difin, Warszawa 2004
- Czy globalizacja musi być irracjonalna, SGH, Warszawa 2007
- Kryzys globalny, pierwsze przybliżenie, Difin, Warszawa 2009
- Niepewność i niestabilność gospodarcza – gwałtowny wzrost i co dalej, Difin, Warszawa 2011
- Przedsiębiorstwo wobec wymogu elastyczności, red. naukowa OW SGH, Warszawa 2012
- Świat i Polska wobec wyzwań, Difin, Warszawa 2015
- Era autodestrukcji. Świat, kapitalizm, demokracja wobec zagrożeń, Difin, Warszawa 2019

## Publikacje
- Współczesne spojrzenie na rolę i funkcję przedsiębiorcy w ekonomii, [w:] Przedsiębiorczość a strategie konkurencji, red. T.P. Tkaczyk, SGH, Warszawa 2000.
- Przedsiębiorstwo wobec globalizacji i integracji, red. naukowy i współautor SGH, Warszawa 2002.
- Szok akcesyjny i jego alternatywa, w: Polskie przedsiębiorstwo wobec szoku akcesyjnego, SGH, Warszawa 2004.
- Mechanizm globalizacji, [w:] Ekonomiczne i społeczne aspekty globalizacji. IFGN SGH Warszawa 2004.
- Przedsiębiorczość a strategie konkurencji, pod red. T. Tkaczyka (autor dziesięciu rozdziałów), SGH, Warszawa 2000.
- Jakie wnioski wyciągniemy z kryzysu, [w:] Globalizacja, kryzys i co dalej, red G.W. Kołodko, wyd. Poltex, Warszawa, 2010.
- Kiedy i co po kryzysie, [w:] Przedsiębiorstwo a kryzys globalny, red. R. Sobiecki, J. Pietrewicz, OW SGH, Warszawa 2010.
- Zmiana funkcjonowania gospodarstw w warunkach globalizacji, „Annoles – Economia”, vol. XLIV, Uniwersytet Marii Curie Skłodowskiej, Lublin 2010.
- Kryzys światowy. Przyczyny, sprzeczności, wyzwania, Dwumiesięcznik Realia i co dalej nr 6, Warszawa 2010.
- USA i Chiny w rozwiązaniu wyzwań globalnych, Dwumiesięcznik Realia i co dalej, Warszawa 2011.
- Koszty transakcyjne (współautor), red. R Sobiecki, J. Pietrewicz, OW. SGH, Warszawa 2011.
- Niepewność gospodarcza a szanse przedsiębiorstw, [w:] Przedsiębiorstwo a narastająca niestabilność gospodarcza, red R. Sobiecki, J. Pietrewicz, OW. SGH, 2012.
- Społeczna gospodarka rynkowa i spółdzielczość, [w:] Spółdzielczość w budowie społeczeństwa obywatelskiego, red. T. Skoczek, wyd. Muzeum Niepodległości, Warszawa 2012.
- Racjonalność globalna a konkurencyjność ekonomiczno-społeczna rolnictwa, [w:] Z badań nad rolnictwem zrównoważonym (19), IERiGŻ, Warszawa 2013.
- Przedsiębiorstwo w procesie globalizacji, [w:] Zarządzanie – nowe perspektywy, część 2, SAN, Łódź 2013.
- Trzeba wygrać kryzys, [w:] G. Kołodko i ćwierćwiecze transformacji, red. P. Kozłowski, M. Wojtysiak Kotlarski, Scholar Warszawa 2014.
- Przesłanki i sposoby ekspansji polskich przedsiębiorstw na rynek międzynarodowy, [w:] Ekspansja Polskich firm na Rynkach Międzynarodowych, red. R. Sobiecki J. Pietrewicz, Warszawa 2014.
- Argumenty za i przeciw wejściu Polski do strefy Euro, [w:] Finansowe i Ekonomiczne uwarunkowania funkcjonowania podmiotów gospodarczych, tom XV, zeszyt 8, red. W. Szymański, SAN 2014.
- Niestabilność światowych finansów – przyczyny i konsekwencje, [w:] Funkcjonowanie podmiotów na rynkach finansowych w warunkach zmian i niestabilności, tom XV zeszyt 6, red. T. Traczyk, SAN 2014.
- Finanse w roli dopingu gospodarczego, [w:] Teoria stabilności finansowej. Test praktyki XXI wieku, tom XV zeszyt 9, red J.K. Solorz E. Klamut, SAN 2014.
- The impact of instability and uncertainty on decision – making procedures, Zeszyt XVII, SAN 2016. (ang.)
- Zagrożenia płynące ze strony finansów dla polskiej gospodarki, „Kwartalnik Nauk o Przedsiębiorstwie”, OW SGH nr 3, Warszawa 2016.
- Wyzwania konkurencyjne stojące przed polską gospodarką i polskimi przedsiębiorstwami, [w:] Konkurencyjność polskich producentów żywności i jej determinanty nr 38, monografie programu wieloletniego IER i GŻ, Warszawa 2016.
- Globalizacja, pieniądz, podatki – historia i współczesność, „Kwartalnik Nauk o Przedsiębiorstwie. Nr 3”, SGH, Warszawa 2017.
- Globalizacja a nierówności, [w:] Unia Europy a nierówności. Red. Kleer, K. Prandecki, Pan Polska 2000 plus., Warszawa 2017.
- Polska wobec wyzwań rozwojowych, „Kwartalnik Nauk o Przedsiębiorstwie”. Nr 2, SGH Kolegium Nauk o Przedsiębiorstwie, 2018
- Fenomen rozwoju gospodarczego Chin. Źródła i konsekwencje, „Kwartalnik Realia i co dalej. Nr 3”, Warszawa 2018.
- Przesłanki narastającego kryzysu demokracji, „Kwartalnik Realia i co dalej”. Luty 2019, Warszawa 2018.
- Spojrzenie na sukces gospodarczy Chin przez pryzmat procesów globalizacji, w: Zagadki chińskiego sukcesu, red. nauk. W. Pomykało, Wyd. Wyższa Szkoła Menadżerska, Warszawa 2019.
- Czy światu grozi postępujący proces autodestrukcji, [w:] Ekonomia i polityka wokół teorii Grzegorza W. Kołodko, red. nauk. E. Mączyńska, PWN, Warszawa 2019.
- Wpływ zmian kosztów transakcyjnych na przekształcenia przedsiębiorstw, „Kwartalnik Nauk o Przedsiębiorstwie” nr 2, Kolegium Nauk o Przedsiębiorstwie, Warszawa 2019.
- Influence of the changes in transaction costs on the transformations of enterprises, International Journal of Contemporary Management nr 2, Uniwersytet Jagielloński, Kraków 2019.